# El Pozole, Mazatlán
El Pozole är en ort i Mexiko.   Den ligger i kommunen Mazatlán och delstaten Sinaloa, i den centrala delen av landet, 800 km nordväst om huvudstaden Mexico City. El Pozole ligger 14 meter över havet och antalet invånare är 420.
Terrängen runt El Pozole är platt. Runt El Pozole är det glesbefolkat, med 13 invånare per kvadratkilometer. Närmaste större samhälle är Mazatlán, 18,5 km väster om El Pozole. I omgivningarna runt El Pozole växer huvudsakligen savannskog.